# Euglypta simillima
Euglypta simillima är en skalbaggsart som beskrevs av Thierry Bourgoin 1931. Euglypta simillima ingår i släktet Euglypta och familjen Cetoniidae. Inga underarter finns listade i Catalogue of Life.